# 鄂霍次克文化

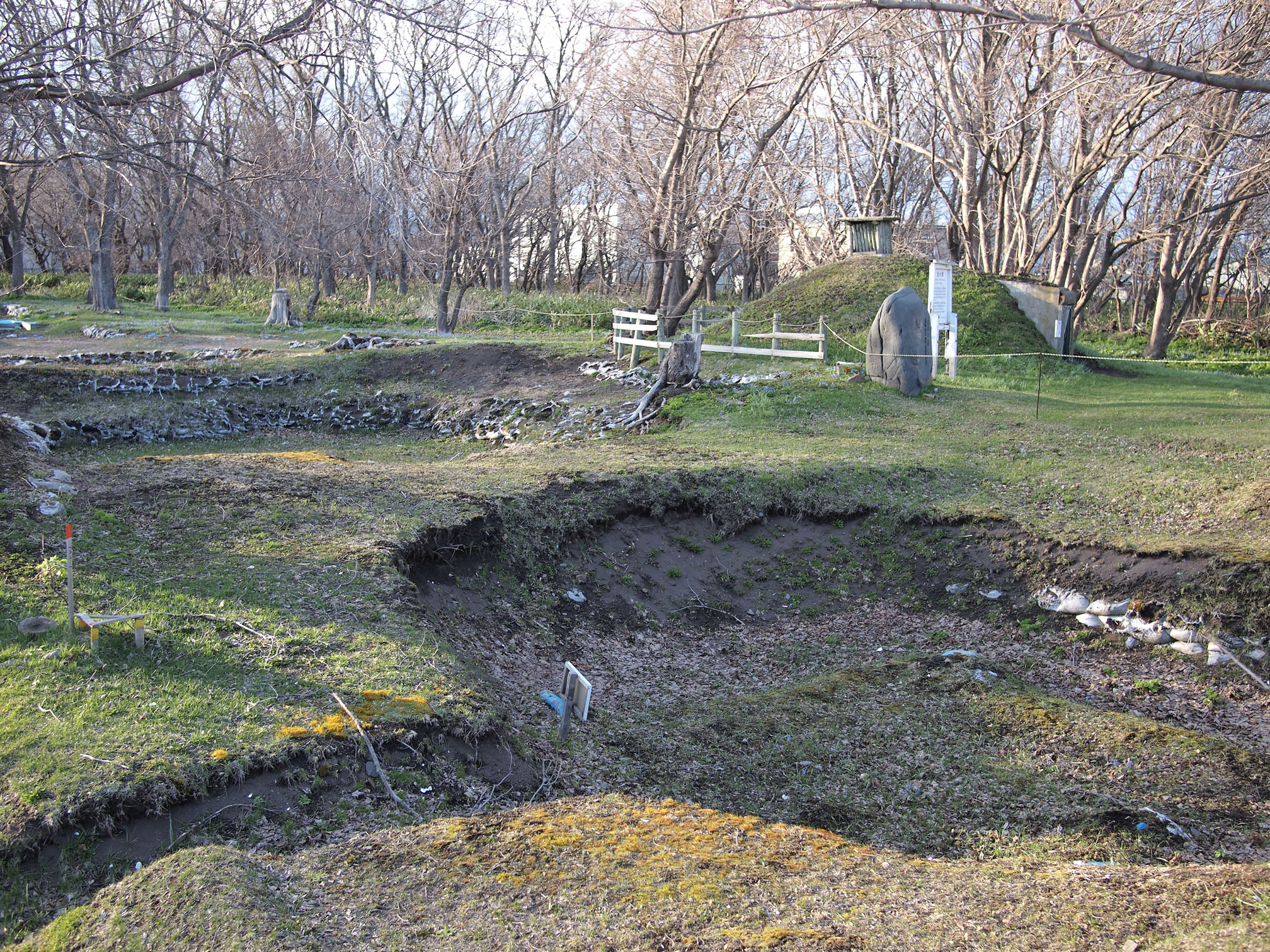
位於網走市的鄂霍次克文化遺跡

鄂霍次克文化（日语：オホーツク文化），是7世纪至17世纪出現在黑龙江下游、堪察加、庫頁島、北海道及千島羣島的狩猎採集文化，这种文化也是阿伊努文化构成部分，阿伊努人的送熊是这文化遗风，阿倍比罗夫讨伐的肅慎与出羽国靺鞨是这文化来源之一。